# Poliomintha incana
Poliomintha incana är en kransblommig växtart som först beskrevs av John Torrey, och fick sitt nu gällande namn av Asa Gray. Poliomintha incana ingår i släktet Poliomintha och familjen kransblommiga växter. Inga underarter finns listade i Catalogue of Life.